# Bilkaradié
Bilkaradié est une localité du département de Nasséré, dans la province de Bam, dans le Centre-Nord, au Burkina Faso. En 2006, cette localité comptait 288 habitants dont 51 % de femmes.